# England Hockey League
Die England Hockey League ist die höchste englische Hockey-Liga (Feld). Obwohl der Hockeysport in England von der Hockey Association und der All England Women’s Association seit dem ausgehenden 19. Jahrhundert organisiert wurde, dauerte es bis 1958 bis mit den Men’s County Championships, vergleichbar dem Länderpokal in Deutschland, eine landesweite Meisterschaft abgehalten wurde. Zehn Jahre später wurde dieser Wettbewerb auch bei den Damen eingeführt.
Eine erste und vorerst einmalige landesweite Vereins-Meisterschaft fand als Vorbereitung für die Olympischen Sommerspiele 1972 statt, da die normale Feldhockeysaison in England bereits im April endete. Im Laufe der 70er und 80er entstand eine Vielzahl von lokalen und regionalen Ligen bis 1989 die England Hockey League eingeführt wurde. Im Jahr 2006 konnte der englische Hockey-Verband, England Hockey, die Firma Slazenger als Ligasponsor gewinnen.

## Herren Saison 2006–2007
| Platz | Club                    | Sp | g  | u | v  | Tore  | Punkte |
| ----- | ----------------------- | -- | -- | - | -- | ----- | ------ |
| 1.    | Reading HC              | 18 | 14 | 2 | 2  | 69:30 | 44     |
| 2.    | Cannock HC              | 18 | 14 | 1 | 3  | 72:36 | 43     |
| 3.    | Loughborough Students   | 18 | 12 | 2 | 4  | 55:42 | 38     |
| 4.    | Eadt Grinstead          | 18 | 10 | 4 | 4  | 75:50 | 34     |
| 5.    | Surbiton HC             | 18 | 7  | 4 | 7  | 46:47 | 25     |
| 6.    | Beeston HC              | 18 | 5  | 3 | 10 | 48:46 | 18     |
| 7.    | Hampstead & Westminster | 18 | 3  | 7 | 8  | 41:57 | 16     |
| 8.    | Canterbury              | 18 | 4  | 2 | 12 | 46:66 | 14     |
| 9.    | Belper                  | 18 | 3  | 3 | 12 | 35:73 | 12     |
| 10.   | Guildford HC            | 18 | 3  | 2 | 13 | 31:71 | 10     |

## Herren Saison 2010–2011
| Platz | Club                    | Sp | g  | u | v  | Tore  | Punkte |
| ----- | ----------------------- | -- | -- | - | -- | ----- | ------ |
| 1.    | East Grinstead          | 18 | 14 | 3 | 1  | 77:30 | 45     |
| 2.    | Beeston HC              | 18 | 11 | 1 | 6  | 47:33 | 34     |
| 3.    | Surbiton HC             | 18 | 11 | 1 | 6  | 47:40 | 34     |
| 4.    | Reading HC              | 18 | 8  | 3 | 7  | 43:38 | 27     |
| 5.    | Bowdon                  | 18 | 7  | 5 | 6  | 34:34 | 26     |
| 6.    | Hampstead & Westminster | 18 | 7  | 3 | 8  | 38:42 | 24     |
| 7.    | Loughborough Students   | 18 | 7  | 2 | 9  | 43:46 | 23     |
| 8.    | Cannock HC              | 18 | 4  | 5 | 9  | 36:54 | 16     |
| 9.    | Canterbury              | 18 | 3  | 4 | 44 | 35:58 | 13     |
| 10.   | Brooklands MU           | 18 | 3  | 3 | 12 | 20:45 | 12     |

### Play-offs
Qualifier
- Reading HC - Bowdon 2:1

Halbfinale
- Beeston HC - Surbiton 2:1
- East Grinstead - Reading HC 3:2

Spiel um Platz 3
Der Gewinner des Matches ist der dritte englische Starter bei der Euro Hockey League 2011/2012.
- Reading - Surbiton 3:1

Finale
- East Grinstead - Beeston HC 1:2

### Relegation
| Platz | Club                 | Sp | g. | u. | v. | Tore  | Punkte |
| ----- | -------------------- | -- | -- | -- | -- | ----- | ------ |
| 1.    | University of Exeter | 3  | 2  | 0  | 1  | 12:8  | 6      |
| 2.    | Southgate HC         | 3  | 2  | 0  | 1  | 11:9  | 6      |
| 3.    | University of Durham | 3  | 2  | 0  | 1  | 10:10 | 6      |
| 4.    | Canterbury           | 3  | 0  | 0  | 3  | 7:13  | 0      |

## Herren Saison 2015–2016
| Platz | Club                    | Sp | g  | u | v  | Tore  | Punkte |
| ----- | ----------------------- | -- | -- | - | -- | ----- | ------ |
| 1.    | Holcombe HC             | 18 | 13 | 5 | 0  | 57:24 | 44     |
| 2.    | Surbiton HC             | 18 | 12 | 1 | 5  | 67:46 | 37     |
| 3.    | Reading HC              | 18 | 10 | 2 | 6  | 51:41 | 32     |
| 4.    | Wimbledon Hockey Club   | 18 | 10 | 2 | 6  | 41:35 | 32     |
| 5.    | Brooklands MU           | 18 | 7  | 4 | 7  | 49:46 | 25     |
| 6.    | Beeston HC              | 18 | 5  | 4 | 9  | 38:40 | 19     |
| 7.    | Hampstead & Westminster | 18 | 5  | 4 | 9  | 26:36 | 19     |
| 8.    | East Grinstead          | 18 | 5  | 3 | 10 | 36:50 | 18     |
| 9.    | Canterbury              | 18 | 5  | 1 | 12 | 32:58 | 16     |
| 10.   | Cannock HC              | 18 | 4  | 2 | 12 | 45:66 | 14     |

### Meisterschaft-Play-offs
Halbfinale
- Surbiton HC - Reading HC 2:4
- Holcombe HC - Wimbledon HC 2:3

Finale
- Reading HC - Wimbledon HC HC 1:1 3:4SO

Für die Euro Hockey League 2016/17 sind der Meister Wimbledon und der Hauptrundenerste Holcombe qualifiziert.

### Relegation
In der Relegation spielen der Vorletzte der Premier League und die Meister der drei Conference-Staffeln zwei Plätze für die Premier League Saison 2016/17 aus.
| Platz | Club                       | Sp | g. | u. | v. | Tore | Punkte |
| ----- | -------------------------- | -- | -- | -- | -- | ---- | ------ |
| 1.    | Loughborough Stud. HC      | 3  | 2  | 0  | 1  | 10:4 | 6      |
| 2.    | Canterbury HC              | 3  | 2  | 0  | 1  | 11:9 | 6      |
| 3.    | Cardiff & UWIC Hockey Club | 3  | 2  | 0  | 1  | 7:7  | 6      |
| 4.    | Richmond                   | 3  | 0  | 0  | 3  | 4:12 | 0      |

## Meister seit Einführung der England Hockey League
- 1989 Southgate HC
- 1990 Hounslow
- 1991 Havant
- 1992 Havant
- 1993 Hounslow
- 1994 Havant
- 1995 Teddington
- 1996 Cannock HC
- 1997 Reading HC
- 1998 Cannock HC
- 1999 Cannock HC
- 2000 Canterbury
- 2001 Reading HC
- 2002 Reading HC
- 2003 Cannock HC
- 2004 Cannock HC
- 2005 Cannock HC
- 2006 Cannock HC
- 2007 Reading HC
- 2008 Reading HC
- 2009 East Grinstead Hockey Club
- 2010 East Grinstead Hockey Club
- 2011 Beeston HC
- 2012 Reading HC
- 2013 Beeston HC
- 2014 Beeston HC
- 2015 Wimbledon HC
- 2016 Wimbledon HC
- 2017 Surbiton HC
- 2018 Surbiton HC